# Jakob Hermann
Jakob Hermann (n. 16/26 iulie 1678, Basel, Cantonul Basel-Oraș, Elveția – d. 11 iulie 1733, Basel, Cantonul Basel-Oraș, Elveția) a fost un matematician elvețian care a lucrat la probleme în mecanica clasică. Este autorul tratatului Phoronomia, un tratat timpuriu de mecanică teoretică în limba latină, tradus în limba engleză de Ian Bruce în 2015-16. În 1729, el a afirmat că a reprezentat un loc geometric în sistemul de coordonate polare, la fel de ușor cum l-a reprezentat într-un sistem de coordonate carteziene.
Se pare că a fost primul care a arătat că vectorul Laplace-Runge-Lenz este o constantă a mișcării particulelor acționate de o forță centrală invers proporțională cu pătratul distanței.
Hermann s-a născut și a murit în Basel. El a primit pregătirea inițială la cursurile lui Jacob Bernoulli pe care l-a absolvit cu diplomă în anul 1695. A devenit membru al Academiei de la Berlin în 1701. A fost numit la o catedră de matematică din Padova în 1707, dar în 1713 sa mutat la Frankfurt pe Oder, și apoi de la Sankt-Petersburg în anul 1724. În cele din urmă, s-a întors la Basel în 1731 pentru a ocupa o catedră de etică și drept natural.
Hermann a fost ales la Académie Royale des Sciences din Paris  1733, anul morții sale.
Hermann era o rudă îndepărtată a lui Leonhard Euler.